# 에두아르 프리슈

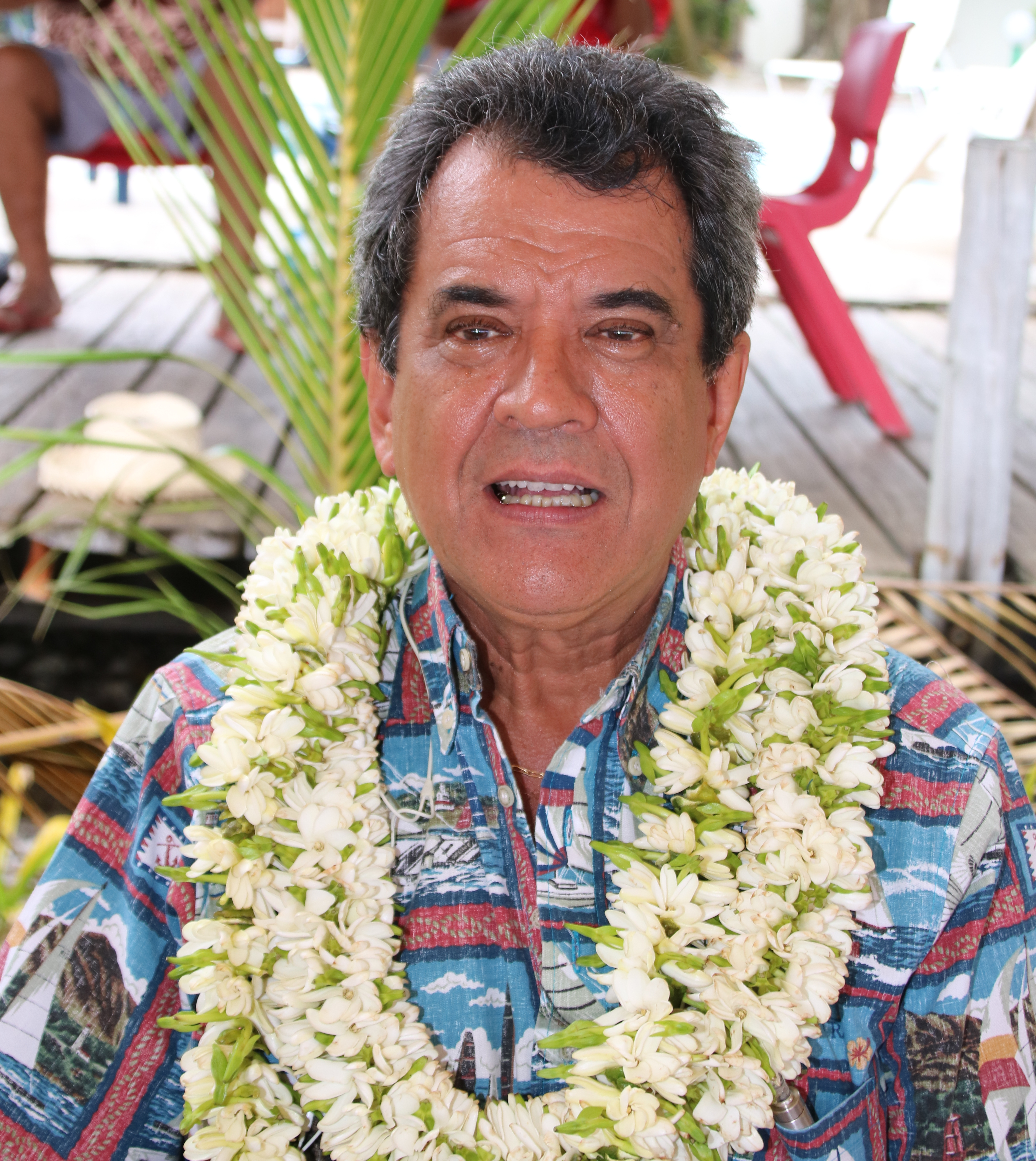
에두아르 프리슈(2017년)

에두아르 프리슈(프랑스어: Édouard Fritch, 1952년 1월 4일~ )는 프랑스령 폴리네시아의 정치인이다.

## 이력
1986년 프랑스령 폴리네시아 의회의 의원으로 당선되었으며, 1991년, 1996년, 2001년, 2004년, 2008년, 2013년에 재선에 성공하였다. 또한 2007년부터 2009년까지 프랑스령 폴리네시아 의회의 대변인으로 활동했으며, 프랑스령 폴리네시아 의회의 정당인 타호에라 후이라티라의 공동 대표를 맡고 있다.
그리고 1995년부터 2005년까지 프랑스령 폴리네시아 정부의 부통령을 지냈으며, 이후 2009년부터 2011년까지 다시 부통령에 올랐다. 2014년 프랑스령 폴리네시아의 대통령에 취임하였다.

## 같이 보기
- 프랑스령 폴리네시아의 대통령